# Індра Нуї
Індра Крішнамурті Нуї (там. இந்திரா கிருஷ்ணமூர்த்தி நூயி, англ. Indra Krishnamurthy Nooyi) — американська підприємиця індійського походження. Голова ради директорів і CEO компанії PepsiCo — другого за величиною бізнесу їжі та напоїв у світі (за чистим прибутком).

## Ранні роки та кар'єра
Індра Нуї народилася у Ченнаї в Індії. У 1974 році здобула ступінь бакалавра в галузі фізики, хімії та математики Християнського коледжу Мадраса, а в 1976 році — диплом в галузі управління (MBA) Індійського інституту менеджменту в Калькутті. Почавши свою кар'єру в Індії, Нуї займала посади менеджерки з продукції в Johnson & Johnson і текстильній фірмі Mettur Beardsell. У 1978 році вступила до Єльської школи менеджменту і здобула ступінь магістра державного та приватного управління. Навчаючись в Єлі, проходила літнє стажування в Booz & Company. Закінчивши навчання в 1980 році, Нуї працювала в Бостонській консалтинговій групі, а потім займала високі позиції в Motorola й Asea Brown Boveri.

## У PepsiCo
Індра Нуї почала працювати в PepsiCo у 1994 році. У 2001 році вона стала президентом і фінансовим директором компанії. Нуї керувала глобальною стратегією PepsiCo більше 10 років і провела реструктуризацію компанії, в тому числі виділивши в 1997 році її ресторани в компанію Tricon, нині відому як Yum! Brands. З ініціативи Нуї була придбана Tropicana в 1998 році та Quaker Oats Company в 2001 році. У 2007 році вона стала п'ятим CEO у 44-річній історії PepsiCo.
За даними BusinessWeek, з тих пір, як Нуї стала фінансовим директором у 2000 році, щорічні доходи компанії зросли на 72 %, а чистий прибуток — більш ніж удвічі: до 5,6 мільярда доларів у 2006 році.
У 2007 і 2008 роках The Wall Street Journal включав Індру Нуї до списку 50 жінок для спостереження, а Time включав її в число 100 найвпливовіших людей у світі. Forbes у 2008 році назвав її третьою за впливовістю жінкою у світі. Fortune у 2009 і 2010 роках називав її найвпливовішою жінкою в бізнесі. У 2010 році Forbes назвав її шостою за впливовістю жінкою у світі.

## Особисте життя
Індра Нуї одружена з Раджкантілалом Нуї. У них є дві дочки. Живуть у Гринвічі в штаті Коннектикут.